# Franz Eichhorst
Franz Eichhorst (* 7. September 1885 in Berlin; † 30. April 1948 in Innsbruck) war ein deutscher Maler, Radierer und Illustrator.

## Leben
Franz Eichhorst, Sohn des Magistratsbeamten Wilhelm Eichhorst, besuchte nach der Realschule eine Handwerksschule. Unter der Leitung von Friedrich Kallmorgen studierte Eichhorst an der Hochschule für die bildenden Künste. 1909 erhielt er auf der Großen Berliner Kunstausstellung eine kleine Goldmedaille. Studienreisen führten ihn 1911 nach Belgien, Frankreich, Spanien und Italien und in 1912 nach Holland.
Eichhorst nahm als Kriegsfreiwilliger am Ersten Weltkrieg teil und betätigte sich als Kriegsmaler an der Westfront.
In den frühen 1920er Jahren fand Eichhorst eine zweite Heimat in Matrei in Osttirol und richtete sich dort ein Atelier ein, in dem er in den Sommermonaten arbeitete. Hier entstand 1928 eines seiner bedeutendsten und bekanntesten Gemälde „Mädchen mit Krug“.
In der Zeit des Nationalsozialismus wurde Eichhorst hauptsächlich durch seine Kriegsbilder bekannt. So schuf er von 1935 bis 1938 einen Zyklus von Kriegsbildern für das Rathaus Schöneberg in Berlin. Bereits 1933 erhielt er „für die Ausmalung des großen Festsaales im Schöneberger Rathaus“ den zweiten Preis (durch den Verein Berliner Künstler), zusammen mit Raffael Schuster-Woldan aus München. Sieger wurde der deutsche Maler Ernst Christian Pfannschmidt (1868–1949).

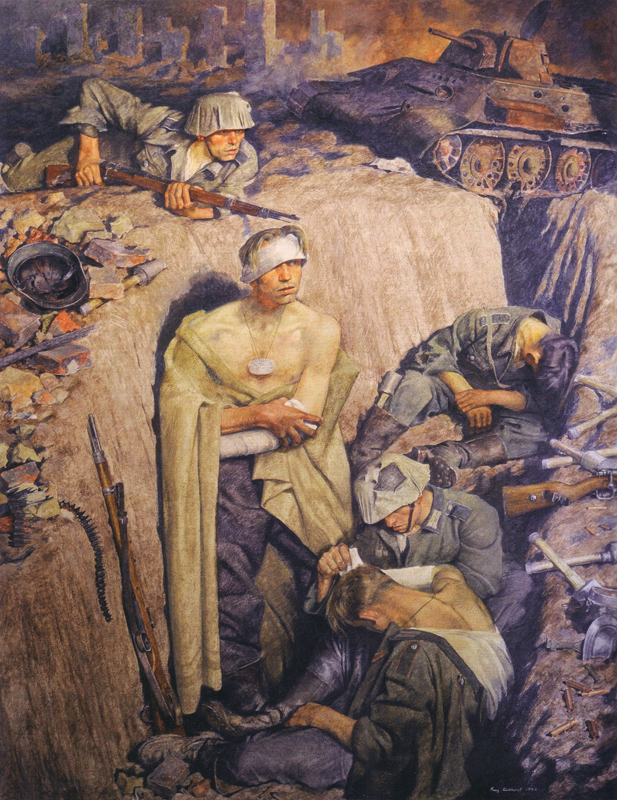
Erinnerung an Stalingrad, 1943

Am 20. April 1938 verlieh Adolf Hitler ihm den Titel Professor.
Mit insgesamt 56 seiner Bilder war er auf den Großen Deutschen Kunstausstellungen im Münchner Haus der Deutschen Kunst vertreten; dabei überwogen Kriegsszenen aus dem Zweiten Weltkrieg, besonders aus Polen und Russland. Zu den dort ausgestellten Bildern gehörten:
- 1940 Feuernde Geschütze bei der Beschießung von Warschau (Aquarell)
- 1941 Abtransport polnischer Gefangener (Aquarell)
- 1942 Gefangene Bolschewisten in Mogilew (Aquarell und Pastell)
- 1942 Soldatenrast am Feuer, auf dem Marsch nach Stalingrad (Öl auf Leinwand), Heimatmuseum Medaria, Matrei in Osttirol[7]
- 1943 Erinnerungen an Stalingrad[8]

Bei den Ausstellungen Deutsche Künstler und die SS 1944 zeigte er in Breslau das Bild „Liegender Schütze“ und in Salzburg „Im Splittergraben“.